# Christo Bełczew
Christo Minczew Bełczew (bułg. Христо Минчев Белчев; ur. 1857 w Tyrnowie, zm. 27 marca 1891 w Sofii) – bułgarski polityk i ekonomista, działacz Partii Narodowo-Liberalnej, minister finansów (1890-1891), mąż poetki Mary Bełczewej.

## Życiorys
Pochodził z rodziny rzemieślniczej, był synem Minczo Bełczewa. Uczył się w Tyrnowie, a następnie w Zagrzebiu, gdzie w 1876 ukończył gimnazjum. Rozpoczął studia na wydziale filozoficznym Uniwersytetu w Zagrzebiu, ale po roku przerwał naukę z powodów finansowych. Po powrocie do Bułgarii pracował jako urzędnik w Sewliewie, Wielkim Tyrnowie i w Sofii. Jako stypendysta państwa bułgarskiego wyjechał do Paryża, gdzie w latach 1881–1884 odbywał studia z zakresu ekonomii i nauk politycznych. W 1884 powrócił do Bułgarii i rozpoczął pracę w ministerstwie finansów, w 1885 awansująca na stanowisko sekretarza generalnego. W listopadzie 1890 stanął na czele resortu finansów w gabinecie Stefana Stambołowa. 27 marca 1891 wieczorem towarzyszył Stambołowowi. Obaj wyszli z kawiarni Panah i skierowali się w stronę Ogrodu Miejskiego w Sofii. Tam doszło do ataku zamachowców (oficerów). Stambołow został ranny w rękę, a Bełczew zginął zastrzelony przez Dimitara Tufekcziewa, który pomylił Bełczewa ze Stambołowem. Zamachowiec został schwytany i poddany torturom, w wyniku których zmarł.
Pisał utwory poetyckie (także w języku chorwackim) i opowiadania.
Imię Bełczewa nosi ulica w Sofii.